# 张学义
张学义（1922年9月—2016年2月21日），山东日照人，中华人民共和国政治人物。

## 生平
1940年12月，加入中国共产党，历任日照县八路军办事处工作团工作队员，江苏赣榆县五区青年干事、三区特支书记、镇南区委书记，山东日照县敌占区中共区委书记、日北县中共一五区委书记、日照县中共太平区委书记、县各界救国会会长。1945年12月，起先后任日照县委组织部副部长、部长。1948年，担任南下干部纵队二支四大队三中队指导员、支部书记。
1949年6月，任浙江省温岭县委书记、县长，台州地委委员、农委副书记、地委秘书长。1964年，担任金华地委副书记；后改任台州地委副书记。文化大革命期间受到冲击。1971年8月，先后任嘉兴地委常委、革委会副主任、地委副书记、行署专员、地委书记兼军分区第一政委、省委委员。1983年4月，任浙江省高级人民法院院长。1988年12月，任省顾问委员会常委。2016年2月21日去世。